# Kiewer Höhlenkloster

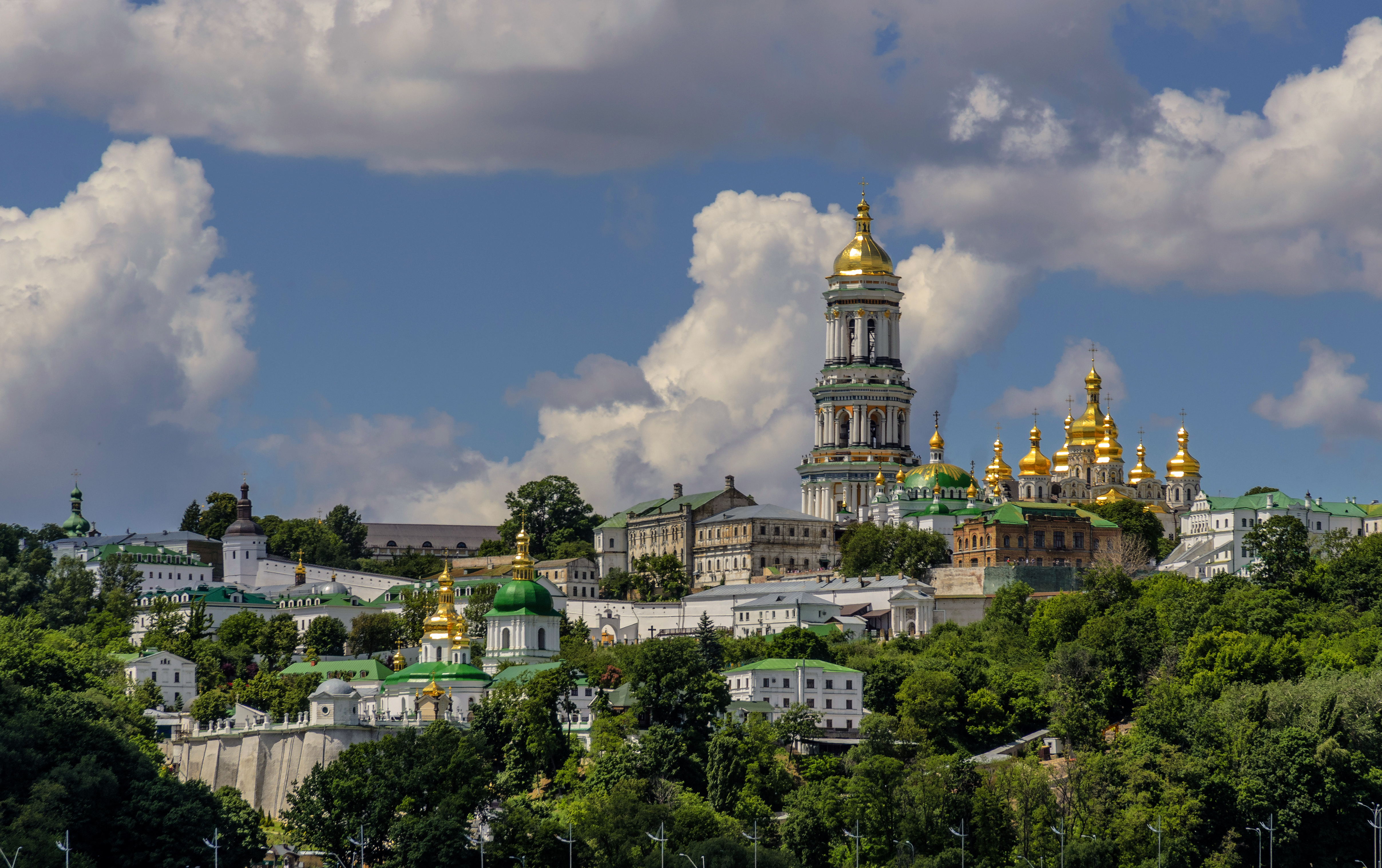
Kiewer Höhlenkloster

Das Kiewer Höhlenkloster (ukrainisch Києво-Печерська лавра) liegt am hügelig aufragenden Westufer des Dnepr südlich des heutigen Stadtzentrums von Kiew im Rajon Petschersk. Seit seiner Gründung im Jahr 1051 ist es eines der wichtigsten Zentren des orthodoxen Christentums. Der große von Mauern umgebene Klosterkomplex teilt sich in zwei Bereiche: die obere und die untere Lawra. Beide Teile umfassen eine Vielzahl von kulturell bedeutenden Kirchen, Klöstern und Museen sowie Mönchshöhlen in der unteren Lawra, die den historischen Kern der Anlage bilden. Die Anlage umfasst rund 140 Gebäude. Die bekanntesten Gebäude des Höhlenkloster-Komplexes sind der 88 Meter hohe Große Lawra-Glockenturm, die Dreifaltigkeitstor-Kirche und die wiederaufgebaute Mariä-Entschlafens-Kathedrale. Die Anlage gehört seit 1990 zum UNESCO-Welterbe.
Im Höhlenkloster hatte die Leitung der Ukrainisch Orthodoxen Kirche (Patriarchat Moskau) und deren wichtigste Bildungseinrichtung, die Theologische Akademie, ihren Sitz. Das Höhlenkloster gehört dem Ukrainischen Staat, der seit dem Beginn der Russischen Invasion gegen die Moskautreue UOK vorgeht. Das Kulturministerium ordnete am 10. März 2024 an, dass die UOK das Höhlenkloster zu verlassen habe, nachdem es den 2013 geschlossenen Pachtvertrags mit der Kirche gekündigt hatte.

## Geschichte

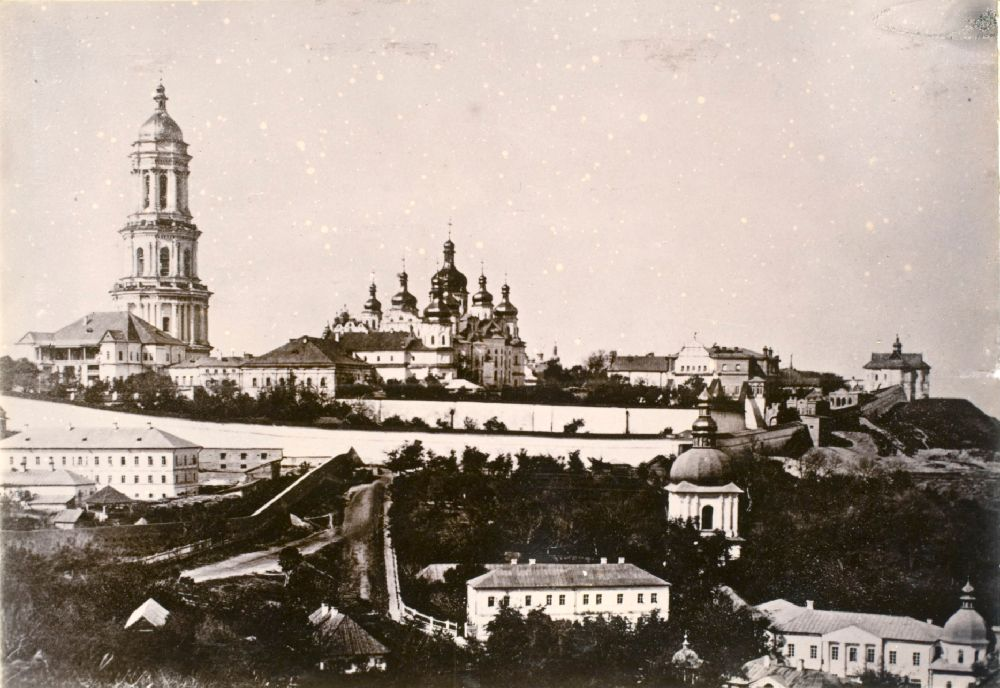
Kiewer Höhlenkloster, Ende 19. Jh.

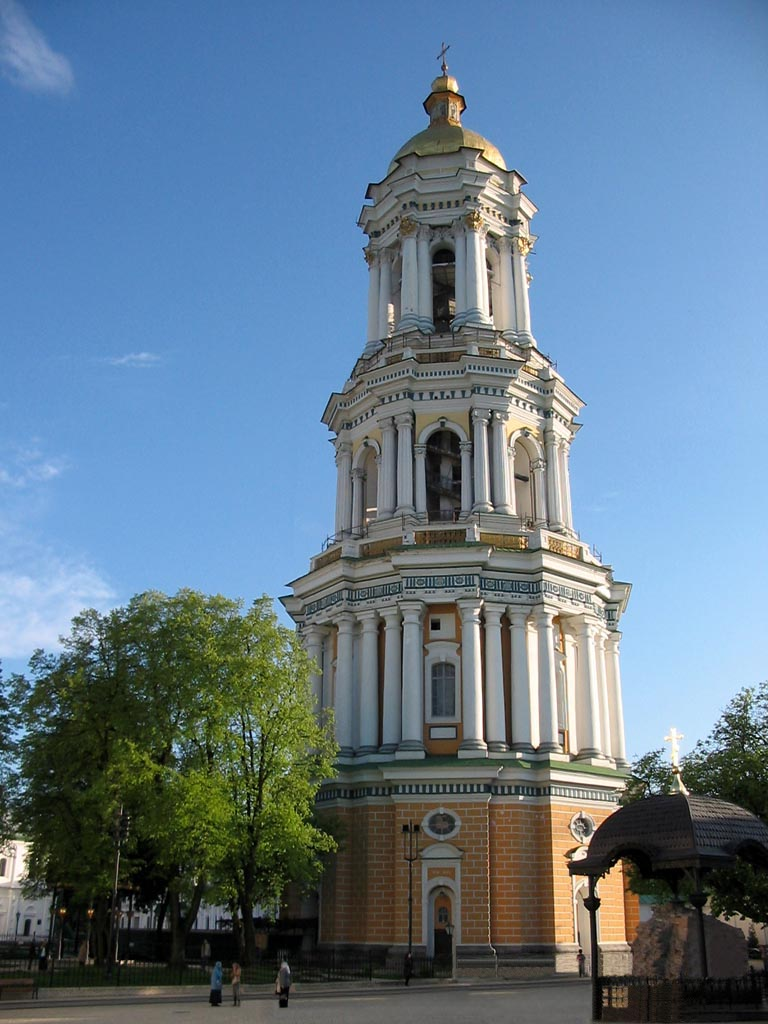
Großer Lawra-Glockenturm

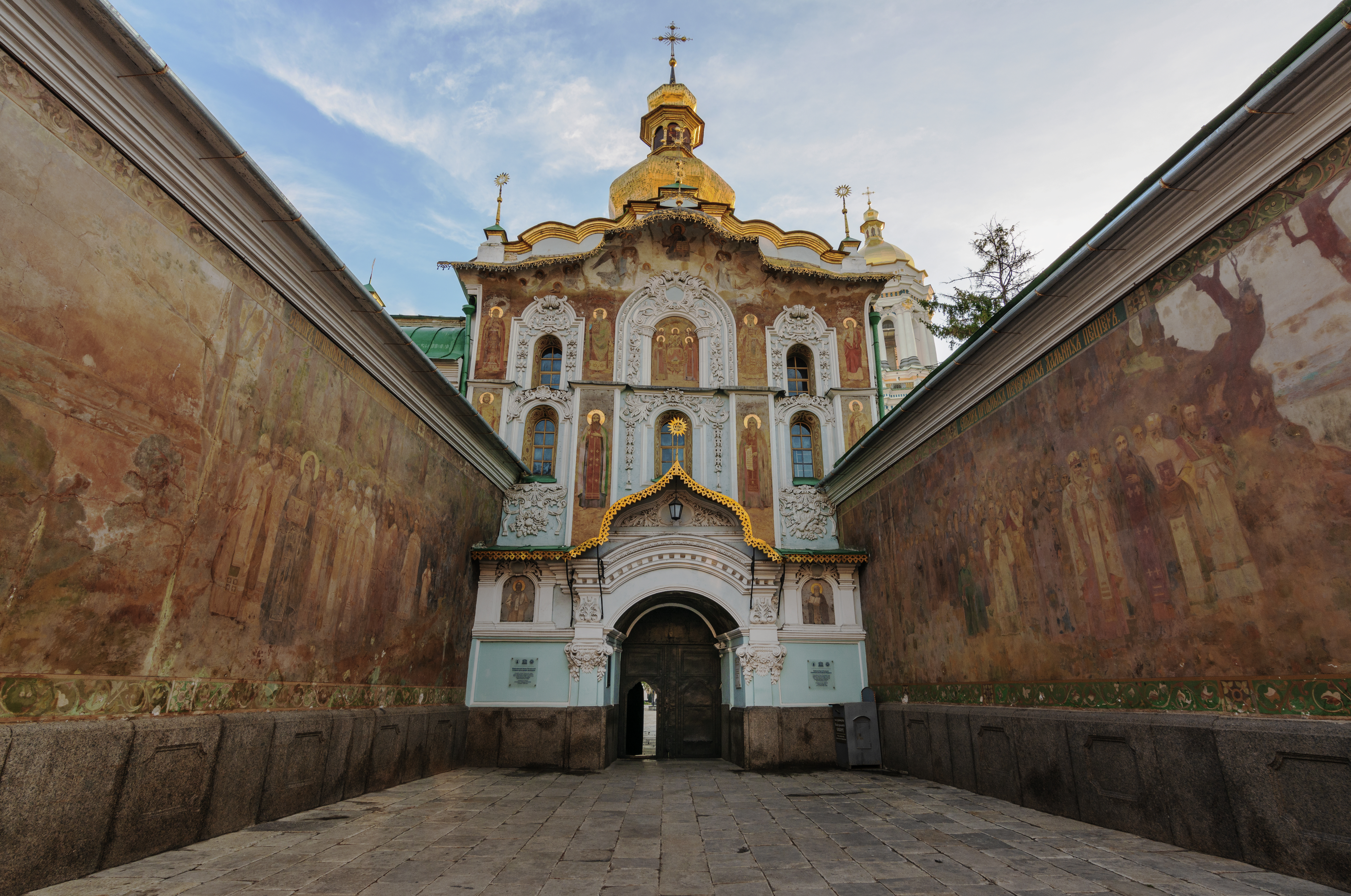
Dreifaltigkeitstor-Kirche

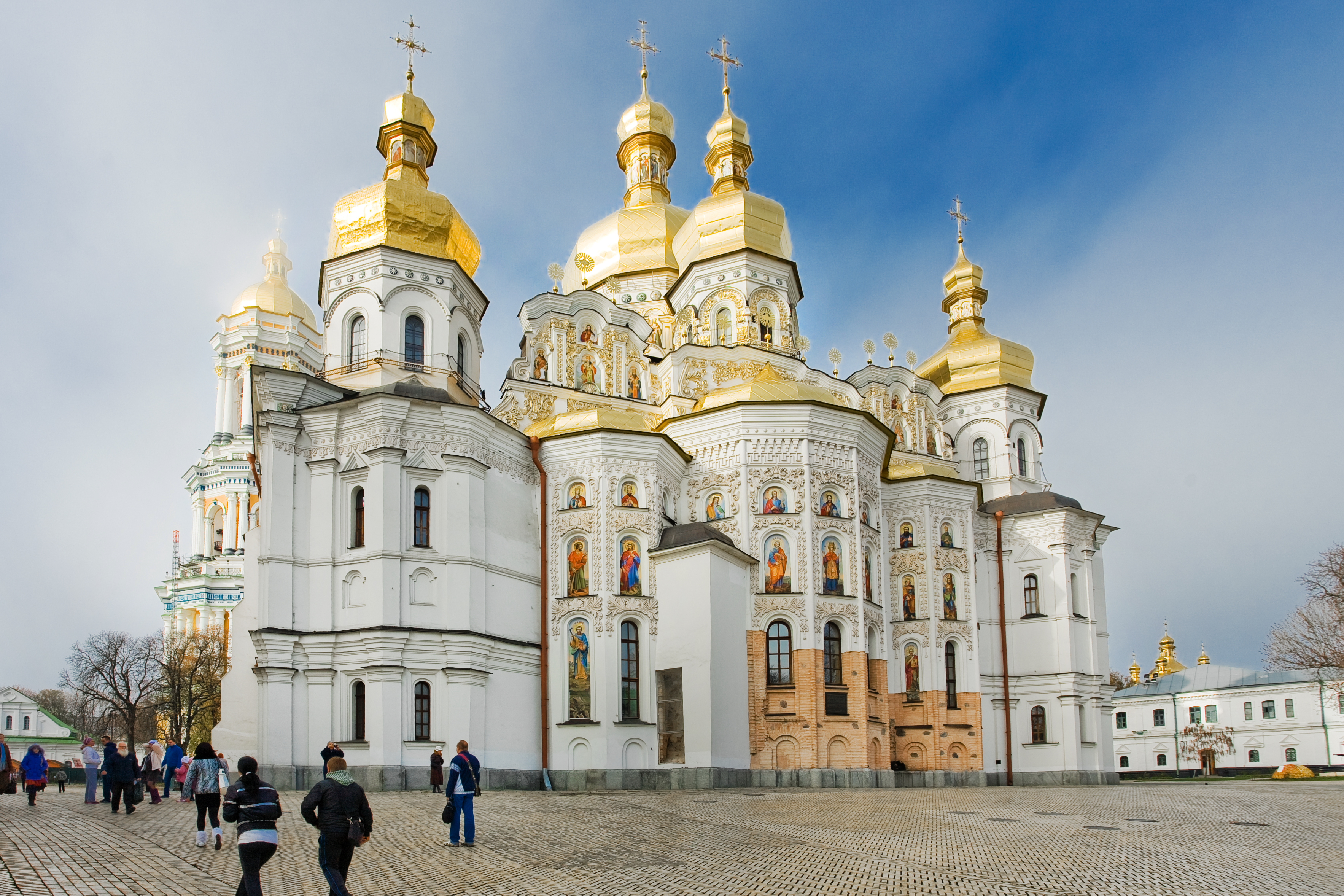
Mariä-Entschlafens-Kathedrale

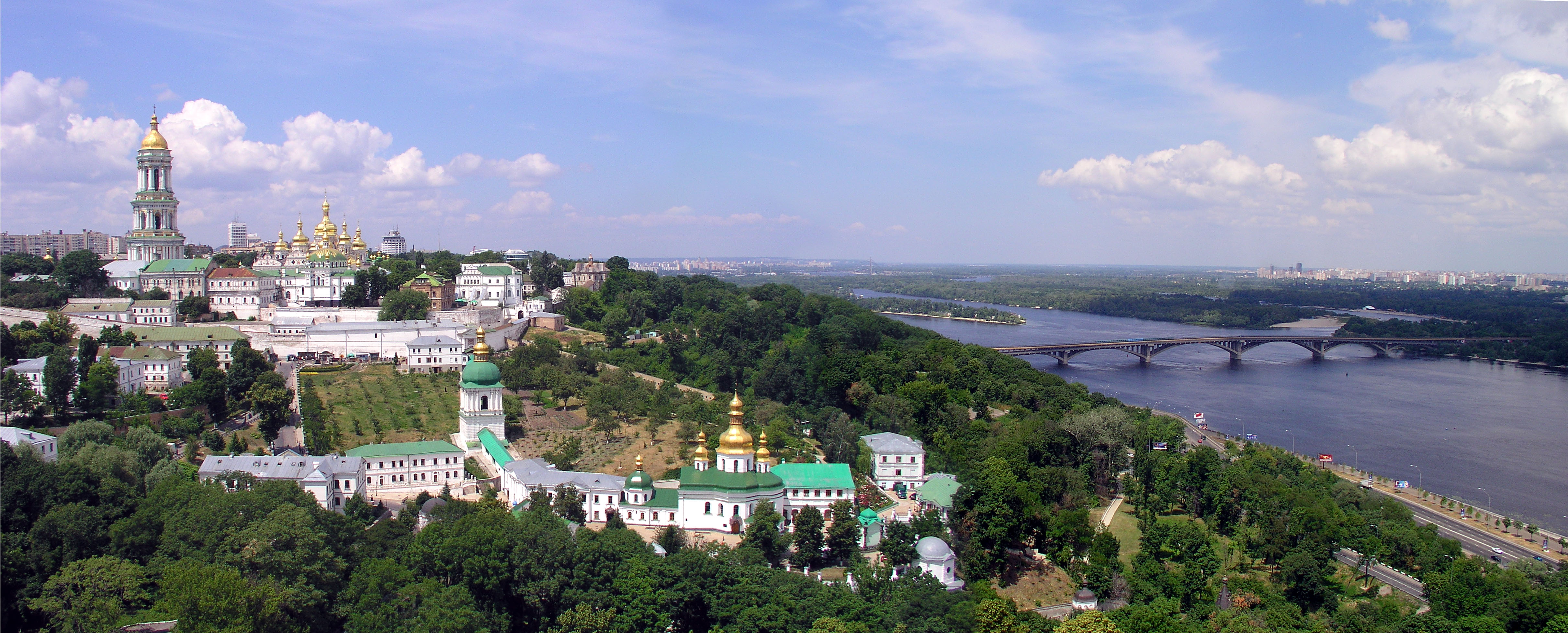
Panorama des Kiewer Höhlenklosters

Das Kiewer Höhlenkloster ist eines der ältesten orthodoxen Klöster der Kiewer Rus. Die nachweislich ältesten Erwähnungen der Höhlen finden sich in der bedeutenden Chronik der vergangenen Jahre (Anfang 12. Jahrhundert) (ukr. Повість временних літ) sowie im Paterikon des Höhlenklosters.
Den Aufzeichnungen nach ließ sich der Einsiedler Antonius von Kiew (Antonij) aus Ljubetsch 1013 am Ufer des Dnepr in den Waräger-Höhlen nieder. Zusammen mit dem Mönch Theodosius von Kiew (Feodosij), der 1062 Vorsteher der Asketengemeinschaft wurde, gründete er 1051 ein orthodoxes Kloster. Im ausgehenden 11. Jahrhundert erfolgte der erste Bau der Maria-Himmelfahrt-Kathedrale (ukr. Успенський собор). In den folgenden Jahrhunderten entwickelte sich der gesamte Klosterbereich zum führenden Kloster in der Kiewer Rus. Diese Tradition wurde auch nicht durch die Mongolenherrschaft von 1240 bis 1480 unterbrochen, obwohl Kiew in dieser Zeit seine Bedeutung als wichtige Handelsstadt mit Konstantinopel einbüßte. 1688 wurde dem Höhlenkloster der Ehrentitel einer „Lawra“ verliehen. Diese hohe Auszeichnung erhielten nur wenige bedeutende orthodoxe Klöster.
Die heutigen Kirchen- und Klosterbauten sind durch den ukrainischen Barock ab dem 18. Jahrhundert geprägt. Wichtige Bauten seit dieser Zeit sind die Maria-Himmelfahrt-Kathedrale, die Dreifaltigkeitstorkirche, die Allerheiligenkirche, die Kreuzerhöhungskirche und die Gottesmutter-Geburtskirche. Der Bau des großen Glockenturms erfolgte ab 1731. Als letzter großer Kirchenbau entstand 1893–1895 die Refektoriumskirche.
Nach der Russischen Revolution und den Wirren des Bürgerkriegs wurde das Höhlenkloster unter der jungen Sowjetmacht 1926 in ein staatliches Museum umgewandelt. Die Höhlen wurden 1929 geschlossen. Am Ende der Schlacht um Kiew im September 1941 wurde am 3. November 1941 die Maria-Himmelfahrt-Kathedrale (Uspenski-Kathedrale) von den deutschen Besatzern gesprengt. Reichskommissar der Ukraine Erich Koch gab als Grund an, dass unterworfene Völker keine identitätsstiftenden Kultstätten haben sollten, die ihre Unabhängigkeitsbestrebungen stärken.
1988, als in der Sowjetunion unter Michail Gorbatschow mit Glasnost und Perestroika eine Neuorientierung begonnen hatte, wurde das Mönchsleben im Höhlenkloster wiederbelebt. Seit dem Zerfall der Sowjetunion und der ukrainischen Unabhängigkeit erhielt die orthodoxe Kirche den unteren Klosterbereich zurück, hier siedeln auch wieder Mönche in den traditionellen Höhlen. Die Uspenski-Kathedrale wurde von 1998 bis 2000 wiederaufgebaut.
Nach der Verhängung des partiellen Kriegsrechts im November 2018 wurden gegen den Klostervorsteher, Metropolit Pawlo/Pawel, Ermittlungen wegen Aufwiegelung zu religiösem Hass eingeleitet, der Inlandsgeheimdienst SBU durchsuchte seine Wohnung.
Zu Beginn der COVID-19-Pandemie in der Ukraine erkrankten viele Bewohner des Höhlenklosters an COVID-19. Metropolit Pawlo weigerte sich, eine Quarantäne über das Kloster zu verhängen, bis er sich selbst infizierte und eine stationäre Behandlung benötigte.
Während des Russisch-Ukrainischen Krieges geriet das Kloster als Ort subversiver Aktivitäten russischer Spezialdienste in Verdacht.  Der Vorwurf lautete: Sabotage für Russland. Für Empörung sorgte vor allem ein Video hervor, auf dem Gläubige im Höhlenkloster das „Erwachen“ von „Mutter Russland“ besingen. Ende 2022 kündigte die ukrainische Regierung den Pachtvertrag für das Höhlenkloster mit der Ukrainisch-Orthodoxen Kirche des Moskauer Patriarchats (UOK). Diese hat sich zwar vom Moskauer Patriarchat abgespalten, unterhält aber nach Angaben der Behörden weiterhin enge Kontakte zu ihm. Zum orthodoxen Weihnachtsfest am 7. Januar 2023 zelebrierte dort erstmals Metropolit Epiphanius, das Oberhaupt der mit dem Moskauer Patriarchat rivalisierenden Orthodoxen Kirche der Ukraine den Festgottesdienst. Die Kreml-Propaganda griff Kiew deshalb an und sprach von einer „satanischen schwarzen Messe“.
Am Abend des 10. März 2023 wurde ein Schreiben bekannt, wonach die Ukrainische Orthodoxe Kirche das Kiewer Höhlenkloster bis zum 29. März 2023 vollständig räumen muss. Das Kulturministerium begründete dies mit der „Verletzung der Bestimmungen des Abkommens über die Nutzung von Staatseigentum durch das Kloster“. Am 6. Juli 2023 brach die für das Kloster zuständige staatliche Museumsverwaltung mit Hilfe der Polizei die Eingangstür zur Residenz von Metropolit Onufriy auf und versiegelte sie. Anfang April 2023 wurde Metropolit Pawlo Lebid verhaftet und 60 Tage unter Hausarrest gestellt, die meisten der 200 Mönche befanden sich jedoch immer noch im Höhlenkloster. Mehrere orthodoxe Kirchen solidarisierten sich mit der Ukrainisch-Orthodoxen Kirche (UOK) und verurteilen das Vorgehen der Ukrainischen Regierung. Der serbisch-orthodoxe Patriarch Porfirije bezeichnete „die Vertreibung von 250 Mönchen und Hunderten Professoren und Theologiestudenten aus dem Kiewer Höhlenkloster“ als „bevorstehenden Höhepunkt des Terrors“ der ukrainischen Regierung. Das Höhlenkloster sei die Quelle des orthodoxen Christentums in der Ukraine, Russland und Belarus.
Am 10. August 2023 entschied ein Kiewer Wirtschaftsgericht, dass die Ukrainische Orthodoxe Kirche 79 Gebäude auf dem Gelände des Höhlenklosters an das Staatliche Klostermuseum zurückgeben müsse. Faktisch bedeutete diese Entscheidung, dass die Ukrainisch-Orthodoxe Kirche das Höhlenkloster mit seinen Kirchen, dem Sitz des Metropoliten, der Schule sowie einem Hotel und weiteren Gebäuden verlassen musste.
Seitdem war das Kloster für externe Besucher geschlossen, Stand August 2024 scheint es ohne Einschränkungen geöffnet zu sein.

## Höhlen
Das Kloster erhielt seinen Namen von ausgedehnten künstlich geschaffenen Höhlen, die seit der Gründungszeit als Einsiedeleien der Mönche dienten. Hier in größter Abgeschiedenheit von der Welt versuchen Mönche, sich durch Gebet Gott zu nähern. Die langen Höhlengänge umfassen in gewissen Abständen kleinste Mönchszellen und unterirdische Kirchen. Die Höhlen wurden aber auch als Bestattungsort verstorbener Mönche genutzt. Entlang aller Gänge stehen in Nischen die Särge vieler Mönche, deren Körper sich in den Särgen im Laufe der Jahrhunderte mumifizierten. Auch der berühmte Chronist Nestor ist in den Höhlen bestattet. Das Höhlensystem, das teilweise für Touristen zugänglich ist, wird in zwei Bereiche unterteilt: die nahen und die fernen Höhlen, die beide von der unteren Lawra zugänglich sind.

## Bedeutung
Das Höhlenkloster ist eine der wichtigsten Sehenswürdigkeiten Kiews. Der hohe Stellenwert wird auch dadurch untermauert, dass der Klosterkomplex seit 1990 zum Weltkulturerbe der UNESCO zählt. Mehr als eine Million Touristen besuchen jährlich die ausgedehnten Anlagen und ihre Museen. Das wichtigste Museum ist das „Museum der historischen Kostbarkeiten der Ukraine“. Hier wird Kunsthandwerk aus dem Gebiet der heutigen Ukraine ausgestellt. Im Mittelpunkt stehen wertvollste Goldarbeiten aus der Zeit der Skythen, u. a. ein goldenes Pektoral (Brustschmuck) aus dem 4. Jh. v. Chr., sowie aus den Zeiten der Kiewer Rus und der Kosaken. Weitere Museen sind das „Museum der ukrainischen Volkskunst“ und eine Ausstellung von Miniaturkunstwerken, die unter Lupen und Mikroskopen zu betrachten sind.

## In der Kunst

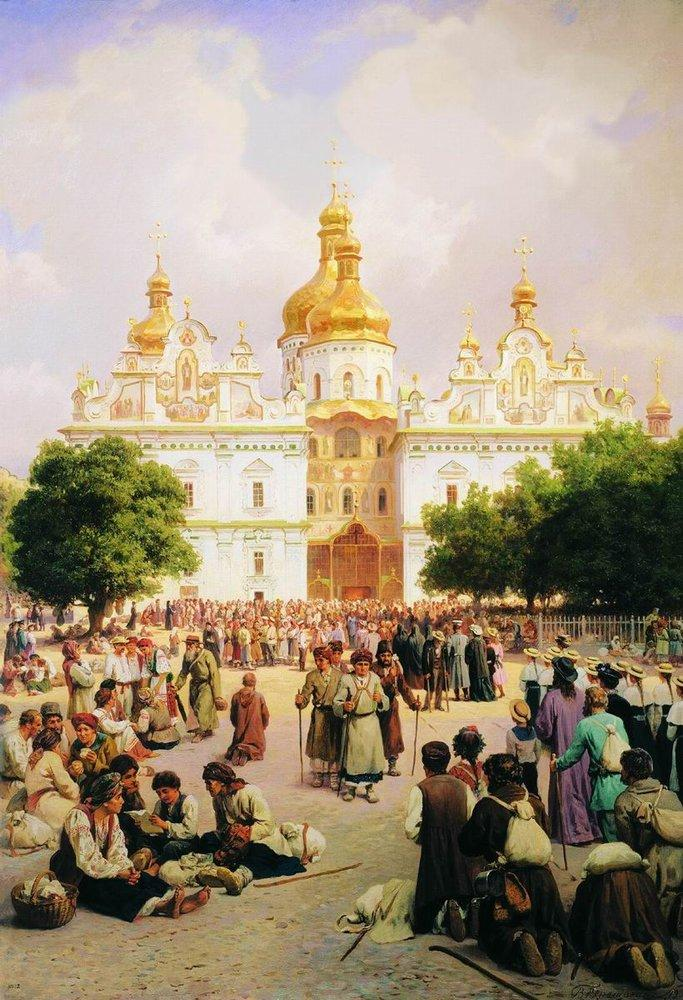
Kiewer Höhlenkloster, Gemälde von Wassili Wereschtschagin, 1905

Das Gedicht Weißt du von jenen Heiligen von Rainer Maria Rilke bezieht sich auf die Mönche des Höhlenklosters.

## Archimandriten (Auswahl)
- Nikephoros Tur (1593–1599)
- Zacharias Kopystenski (1624–1627)
- Innozenz Giesel (1656–1683)